# Borboleta Púrpura
A Borboleta Púrpura é uma super-heroína de quadrinhos Disney, é o alter-ego da Glória.
Presente em cerca de 21 histórias, sendo a maioria em companhia do Morcego Vermelho, alter-ego do Peninha, namorado na vida "fora do crime" da Borboleta Púrpura. Assim, como o Morcego Vermelho, possui um arsenal de ferramentas que a auxiliam no combate ao crime; todas muito parecidas com as do Morcego, com a mesma função, porém mais "charmosas".
Sátira à Batgirl, presente nas histórias do Batman, já que o próprio Morcego Vermelho é uma sátira ao Homem-morcego.

## Nome em outros idiomas
- Finlandês: Purppuranpunainen Perhonen
- Francês: Super Ravigotte
- Inglês: Purple Butterfly
- Italiano: Farfalla Purpurea